# Rocky Mount (Észak-Karolina)
Rocky Mount város az USA Észak-Karolina államában, Edgecombe és Nash megyében. Lakosainak száma 54 341 fő (2020. április 1.).

## Népesség
A település népességének változása:
| Lakosok száma | 57 477 | 58 968 | 54 341 |
|               | 2010   | 2014   | 2020   |